# Tereza Brdečková
Tereza Brdečková (* 10. února 1957, Praha) je česká spisovatelka, scenáristka, a filmová publicistka, dcera scenáristy a režiséra Jiřího Brdečky. S manželem Jiřím Dědečkem vede od roku 2013 rodinné nakladatelství Limonádový Joe zaměřené na ilustrované knihy a filmovou literaturu.

## Životopis
Roku 1976 maturovala na pražském Gymnáziu Jana Nerudy, poté vystudovala obor střihová skladba na FAMU (1977–1982).
Po revoluci pracovala jako dramaturgyně Filmového studia Barrandov (1990–1992). V roce 1992 byla programovou ředitelkou MFF Karlovy Vary. V letech 1999–2003 byla programovou ředitelkou, později (2004–2006) hlavní dramaturgyní Febiofestu.
V roce 1995 obdržela cenu Českého literárního fondu Stříbrná křepelka za nejlepší kulturní publicistiku. Její novinářská práce byla spjatá především s Týdeníkem Respekt, s Lidovými novinami, Českým rozhlasem a Radio Suisse Romande. Přispívala do novin a časopisů Cinema, Český deník, Film a doba, Hospodářské noviny, Literární noviny, Nová Přítomnost, Pražský deník, Prostor, Scéna, Tvar. Opakovaně zasedala v porotě mezinárodní kritiky FIPRESCI na festivalech v Cannes, Berlíně, Locarnu a dalších.
V České televizi letech 1996–2012 natáčela s režisérem Zdeňkem Tycem cyklus Ještě jsem tady, rozhovory s podtitulem Tereza Brdečková hovoří s lidmi, kteří mají víc za sebou než před sebou.
V letech 2012–2016 zasedala jako radní Ve Fondu kinematografie. Od roku 2017 působí jako kmenová pedagožka na FAMU, obor scenáristika a dramaturgie.
Její nejznámější prací je velkorozpočtový televizní seriál Bohéma o českých hercích a filmařích v době Protektorátu a v raných padesátých letech.

## Literární dílo
V literatuře i ve filmu se Brdečková zajímala vždy o propojení faktů a fikce, o vzájemné vztahy magického a konkrétního, o postavy lapené v tenatech dějinných zvratů.

### Scénáře
- 1995 – Zrcadla pro Valdštejna (spoluautor Otakar Votoček)
- 2001 – Toyen, režie Jan Němec
- 2004 – Muž a stín, režie Dušan Klein, TV film
- 2013 – Donšajni, režie Jiří Menzel
- 2014 – Lucerna (dokumentární TV seriál v koprodukci s Francií, režie Joel Farges)
- 2017 – Bohéma (TV seriál), režie Robert Sedláček[3]
- 2017 – Universum Brdečka, režie Miroslav Janek
- 2017 – Anežka (v developmentu)

#### Beletrie
- Sobecký itinerář (1993)
- Listy Markétě (1996)
- Šahrazád a král (2000)
- Učitel dějepisu (2004)
- Toyen (2005)
- Slepé mapy (2006)
- Alhambra (2010)
- Zrcadlo Serafina (2016)[4]